# Lambula aethalocis
Lambula aethalocis là một loài bướm đêm thuộc phân họ Arctiinae, họ Erebidae.